# Teleghma (distrito)
Teleghma é um distrito localizado na província de Mila, Argélia, e cuja capital é a cidade de Telerghma.[carece de fontes?] O distrito consiste em apenas uma comuna.